# Ariobarzane II di Cio
Ariobarzane II di Cio (in greco Aριoβαρζάνης; ... – 337 a.C.) governò per 26 anni, dal 363 al 337 a.C., per conto dei persiani  la città greca di Cio, in Misia, succedendo al padre, Mitridate.
Sembra che, cinque anni prima della morte del padre, abbia ottenuto alcuni alti incarichi alla corte persiana, dato che lo troviamo, apparentemente nei favori del re, spedendo un'ambasceria in Grecia nel 368 a.C. Ariobarzane, che viene chiamato da Diodoro  satrapo di Frigia, e da Nepote  satrapo di Lidia, Ionia e Frigia, in rivolta contro Artaserse II nel 362 a.C. Demostene, nel 352 a.C., parla di Ariobarzane e dei suoi tre figli che sono diventati successivamente cittadini ateniesi. Lo menziona di nuovo Demostene, nell'anno seguente, 351 a.C., dicendo che gli ateniesi hanno mandato Timoteo per aiutarlo; ma quando il generale ateniese vide Ariobarzane in aperta rivolta contro il re, si rifiutò di aiutarlo. Ad Ariobarzane succedette, come governatore della città di Cio, Mitridate, possibilmente suo figlio, o comunque certamente un parente.